# Ernst Börlin
Ernst Traugott Börlin (* 28. Juni 1905 in Langenbruck; † 10. März 1975 in Dürrenast bei Thun) war ein Schweizer Politiker (FDP).

## Leben
Aufgewachsen ist Börlin in Langenbruck und Pratteln. Er schloss ein Studium in Basel und Lausanne ab und promovierte zum Dr. iur. Ab 1928 besass er ein eigenes Anwaltsbüro in Pratteln und 1930 war er der kantonale Armensekretär. Von 1933 bis 1950 war er Redaktor der Basellandschaftlichen Zeitung.
Börlin ist Gründer und Präsident der Volksbewegung zur Erhaltung des selbständigen Halbkantons Basel-Landschaft in den 1930er Jahren. Von 1944 bis 1950 war er für die FDP im Landrat. Er war im Regierungsrat von 1950 bis 1967 und war für die Erziehung, ab 1953 für die Finanzen zuständig. Er war in den Jahren 1953/1954, 1958/1959, 1962/1963 und 1966/1967 Regierungsratspräsident.
Börlin passte im Boom der 1950er und der frühen 1960er Jahre die Ausgaben des Kantons den Einnahmen an. Von 1943 bis 1963 sass er im Nationalrat. Er gilt als Spezialist für Aussen- und Finanzpolitik und war Präsident der Schweizerischen Delegation der Interparlamentarischen Union und der Schweizerischen UNESCO-Kommission. In den letzten Lebensjahren war er erneut als Journalist tätig.